# 櫻井音楽工房
合資会社櫻井音楽工房（ごうしがいしゃさくらいおんがくこうぼう）は、日本の音楽ソフト会社である。本社は東京都練馬区。
作曲家の櫻井隆仁が1999年に起業。
g.shack recordsのブランド名での音楽CD製作のほか東日本旅客鉄道（JR東日本）・京都市交通局の発車メロディーの制作・管理も行う。

## 所属アーティスト
- テンガーラノソラ
- カクカタレリ
- -cello-Jazz
- 蒼キ東風
- ミドリノミサキ
- イニシエプリ
- 大城香織
- 四線倶楽部
- トリコロール
- GONNA
- nachi-boo
- こ.ま.ち
- 山口佳名子
- FLU-HULA
- Ararajuba
- HIAMOE PROJECT
- KAKAz

## 発車メロディー

### 京都市交通局
市営地下鉄東西線でのみの使用。CD「発メロ・オリジナル作品集」にはロングバージョンにアレンジされてボーナストラックとして収録。
- 醍醐寺の鶯 - 各駅太秦天神川方面
- 古都の朝霧 - 各駅六地蔵方面
- 春開き - 御陵駅2番線（太秦天神川方面）
- 詩仙堂猪脅し - 御陵駅4番線（京阪京津線びわ湖浜大津方面）

### 東日本旅客鉄道

#### 現在使用中の曲
一部の曲には音色違い（V2）がある。各メロディの詳細は 発車ベル使用状況 を参照。
また、CD「発メロ・オリジナル作品集」にはCD用にロングバージョンにアレンジされた曲もある。
- Airly - 外房線本納、茂原、八積の各駅と銚子駅で使用[1]。かつては新宿駅、新川崎駅、大原駅、石和温泉駅、川越駅でも使用されていた。
- Cappuccino - 青梅線東中神駅 - 東青梅駅間で多く使用。青梅線以外では我孫子駅のみで使用[2]。かつては青梅線宮ノ平駅 - 白丸駅間の軍畑駅・川井駅を除く各駅や、布佐駅、登戸駅、秋葉原駅でも使用されていた。
- Farewell - 五日市線のみで使用。かつては熊谷駅、安食駅、新宿駅、大宮駅でも使用されていた。
- Mellow Time - 京浜東北線の赤羽駅のほか、橋本駅、小金井駅、北上駅で使用。原音バージョン[注 1]も採用されていた[3]。かつては新宿駅、池袋駅、岡本駅、立川駅、大月駅などでも使用されていた。
- See You Again - 東北新幹線で多く使用されているほか、雀宮駅でも使用[4]。かつては宇都宮線岡本駅 - 西那須野駅間の宝積寺駅、矢板駅を除く各駅や、日光線各駅、新宿駅、上野駅、新浦安駅、土呂駅、野木駅、間々田駅、小淵沢駅でも使用されていた。
- Sunrise -我孫子駅 、日暮里駅で使用[5]。かつては小淵沢駅、栃木駅、黒磯駅、安食駅、南浦和駅、新前橋駅でも使用されていた。
- Twilight - 長野駅のみで使用[6]。かつては宇都宮駅、宝積寺駅、鶴見駅、我孫子駅、新宿駅、吉祥寺駅、大宮駅、府中本町駅、大月駅、名古屋市営地下鉄名港線でも使用されていた。
- 秋桜 V1 - 長野駅のみで使用[7]。かつては栃木駅、黒磯駅、新八柱駅、新町駅、高崎問屋町駅、安食駅でも使用されていた。
- 朝の静けさ - 青梅線東中神駅 - 東青梅駅間、五日市線で多く使用されているほか、袖ケ浦駅などでも使用[8]。かつては青梅線宮ノ平駅 - 白丸駅間の軍畑駅・御嶽駅・川井駅を除く各駅や、熊谷駅、鶴見駅、布佐駅、蓮田駅、さいたま新都心駅などでも使用されていた。
- あざみ野 V2 - 尾久駅、百済貨物ターミナル駅のみで使用。かつては昭島駅でも使用されていた。
- 美しき丘 - 上総一ノ宮駅、袖ケ浦駅のみで使用[9]。かつては平塚駅、立川駅、蓮田駅、新宿駅、さいたま新都心駅でも使用されていた。
- 小川のせせらぎ V1 - 長野駅のみで使用[10]。かつては上尾駅、渋川駅、東我孫子駅、新宿駅、秋葉原駅、池袋駅でも使用されていた。
- 海岸通り V1 - 上総一ノ宮駅のみ使用[11]。かつては京葉線、中央本線で多く使用されていたほか、新宿駅、日野駅、四方津駅、指扇駅でも使用されていた。
- 風と共に V2 - 東北新幹線で多く使用。かつては新宿駅11番線（現在の13番線）、宝積寺駅、国立駅、佐原駅でも使用されていた[注 2]。
- 木々の目覚め V1 - 古河駅、拝島駅で使用[12]。かつては宇都宮駅、新宿駅、鎌倉駅、笹子駅、神保原駅でも使用されていた。
- 九月の風 V2 - 百済貨物ターミナル駅のみで使用。旅客駅では未使用[13]。
- くるみあそび - 小金井駅のみで使用[14]。かつては我孫子駅、上野駅、市川大野駅、神保原駅でも使用されていた。
- コーラルリーフ - 銚子駅のみで使用[15]。かつては川越駅、武蔵浦和駅、武蔵高萩駅、小林駅、大宮駅などでも使用されていた。
- シンコペーション - 東大宮駅、小金井駅、雀宮駅で使用。かつては宇都宮線岡本〜西那須野間の宝積寺駅、矢板駅を除く各駅や、上野駅、日光線各駅、行田駅、石和温泉駅、土呂駅、王子駅、新木場駅、東松戸駅、野木駅、間々田駅でも使用されていた。
- すすきの高原 V1 - 赤羽駅と外房線、東金線、総武本線の一部の駅で使用[16]。かつては登戸駅、川原湯温泉駅、新宿駅、吉祥寺駅、新松戸駅、笹子駅、名古屋市営地下鉄名城線でも使用されていた。
- すすきの高原 V2 - 我孫子駅のみで使用。かつては西船橋駅、浦和駅でも使用されていた。
- スプリングボックス - 長野駅などで使用。また、北上駅では接近メロディーとして原音バージョンが使用されている[17]。かつては武蔵野線で多く使用されていたほか、池袋駅、鶴見駅、吉祥寺駅、秋葉原駅、田町駅、浜松町駅、浦和駅、中央本線の各駅でも使用されていた。
- 線路の彼方 - 日暮里駅、尾久駅、銚子駅で使用[18]。かつては秋葉原駅、上野駅、立川駅でも使用されていた。
- 遠い青空 V1 - 古河駅、相原駅のみで使用[19]。かつては南武線で多く使用されていたほか、新宿駅、上野駅、指扇駅、船橋法典駅でも使用されていた。
- 花と空 - 我孫子駅のみで使用。かつては二俣新町駅、佐原駅、上野原駅でも使用されていた。
- 花のほころび V2 - 百済貨物ターミナルのみで使用。かつては渋谷駅、立川駅、登戸駅、小林駅でも使用されていた。
- 春待ち風 V2 - 相原駅のみで使用[20]。かつては南武線で多く使用されていたほか、黒磯駅、大崎駅、梁川駅でも使用されていた。
- 光と風と - 長野駅のみで使用[21]。かつては竜王駅、行田駅、我孫子駅、宇都宮駅、東松戸駅、名古屋市営地下鉄名港線でも使用されていた。
- 古いオルゴール - 長野駅のみで使用[22]。かつては笠幡駅、代々木駅、新浦安駅、日野駅でも使用されていた。
- ベルの響き - 外房線本納、茂原、八積の各駅で使用[23]。かつては大原駅、南古谷駅、岡部駅でも使用されていた。
- ホリデイ V2 - 百済貨物ターミナル駅のみで使用。かつては船橋駅、津田沼駅、戸塚駅、稲毛駅、勝沼ぶどう郷駅で使用されていた。
- 南風の行方 - 上総一ノ宮駅のみで使用[24]。かつては黒磯駅、誉田駅、新八柱駅でも使用されていた。
- メロディー - 東大宮駅のみで使用[25]。かつては武蔵野線で多く使用されていたほか、拝島駅、池袋駅、新宿駅、田町駅、浜松町駅、二俣新町駅でも使用されていた。
- 鉄腕アトム A - ご当地メロディとして高田馬場駅で使用[26]。
- 鉄腕アトム B - Aのアレンジ違い。音色がパンフルート調。高田馬場駅でAとセットで使用。
- 鉄腕アトム C - Aのアレンジ違い。ご当地メロディとして新座駅で使用[27]。
- 鉄腕アトム D - Cのアレンジ違い。レゲエ調のテンポで音色もスチールドラム調になっている。新座駅でCとセットで使用。

#### 現在不使用の曲
- あざみ野 V1 - 拝島駅、船橋駅、津田沼駅、稲毛駅、鎌倉駅、勝沼ぶどう郷駅、名古屋市営地下鉄名城線で使用されていた。
- 新たな季節 - 伊勢崎駅、大宮駅、武蔵浦和駅、新宿駅などで使用されていた。
- 小川のせせらぎ V2 - 大崎駅、渋谷駅で使用されていた。
- 木々の目覚め V2 - 川越駅、桐生駅、武蔵高萩駅で使用されていた[28]。
- 九月の風 V1 - 千葉みなと駅で使用されていた。
- 公園通り - 千葉みなと駅で使用されていた[29]。
- 公園の楓 - 葛西臨海公園駅、千葉みなと駅で使用されていた[30]。
- 秋桜 V2 - 戸塚駅などで使用されていた。
- 緑の車窓 - 検見川浜駅で使用されていた[31]。
- Summer Night V1 - 佐倉駅2番線で使用されていた。
- Sunny Islands - 氏家駅、河辺駅、東松戸駅、市川大野駅、新松戸駅、北鴻巣駅、石和温泉駅、猿橋駅、上野原駅、神田駅で使用されていた。
- Dance On - 日進駅、宝積寺駅、目黒駅、鹿島田駅で使用されていた。
- 遠い青空 V2 - 佐野駅で使用されていた。
- ドリームタイム - 稲毛海岸駅で使用されていた[32]。
- 夏色の時間 - 武蔵小杉駅、新宿駅、新習志野駅で使用されていた[33]。
- 夏がくれば V2 - 『夏の思い出』のアレンジ。武蔵高萩駅1番線で使用されていた。
- 春一番 - 東松戸駅2番線で使用されていた。
- 春待ち風 V1 - 南武線の数駅と梁川駅で使用されていた。分倍河原駅を最後に、すべてV2に変更。
- ホリデイ V1 - 南武線で多く使用されていたほか、的場駅、東我孫子駅、神田駅、大崎駅、国立駅、立川駅、勝沼ぶどう郷駅でも使用されていた。
- 星空の下 - 川原湯温泉駅、木下駅、西船橋駅、府中本町駅、新前橋駅で使用されていた。
- 瞬く街並み V1 - 木下駅、大崎駅、上野駅、新松戸駅、立川駅、梁川駅で使用されていた。
- ひみつのアッコちゃん I - ご当地メロディとして青梅駅で使用されていた。
- ひみつのアッコちゃん C - 青梅駅でIとセットで使用されていた。
- 雪解け間近 V1 - 佐原駅、上尾駅、武蔵小杉駅、西船橋駅で使用されていた。

#### その他の未使用曲
これらの曲は、駅では未使用だが、一部はCDに収録されている曲もある。
- Blue Daisy
- Mint Flavor
- Morning Cloud[注 3]
- Summer Night V2
- Sunny Islands V2[注 4]
- Twilight V2[注 4]
- 朝のプラットホーム
- 丘の上の風車小屋
- 思い出の道[注 5]
- カーネーション畑
- 海岸通り V2[注 6]
- 風と共に V1[注 7]
- 風の吹くとき[注 3]
- 銀杏並木
- 薫風の街 V1[注 8]
- 薫風の街 V2
- 木枯の街並[注 5]
- 静かなひと時
- 深夜特急
- 新雪 V1[注 9]
- 新雪 V2[注 3]
- 杉木立の風[注 5]
- 夏色の時間 V2
- 夏がくれば V1
- ハイビスカスの海岸[注 3]
- 花の咲く丘
- 花のほころび V1[注 3]
- 春・隅田川 V1[注 10]
- 春・隅田川 V2
- 晴れた空と[注 5]
- 瞬く街並み V2
- 雪解け間近 V2
- 雪やこんこん V1[注 11]
- 雪やこんこん V2
- 夕凪
- 雲路[注 5]
- ひみつのアッコちゃん A
- ひみつのアッコちゃん B
- ひみつのアッコちゃん D[注 12]
- ひみつのアッコちゃん E
- ひみつのアッコちゃん F
- ひみつのアッコちゃん G
- ひみつのアッコちゃん H
- ひみつのアッコちゃん J[注 13]

## その他
- 名古屋市営地下鉄で列車接近時に流す放送の前にメロディーサインを新たに流す計画が持ち上がり、2005年10月から2007年3月まで名城線・名港線限定で試験的に当社製のメロディーが列車接近時に使われていた。なお2007年3月以降は他の路線を含めて(上飯田線を除く)全線に同地下鉄オリジナルのメロディーが導入され、その時に名城線・名港線のメロディーもオリジナルのものに置き換えられた。